# Paraiso (2012)
Paraiso é uma telenovela filipina exibida em 2012 pela ABS-CBN. Foi protagonizada por Jessy Mendiola e Matteo Guidicelli com atuação antagônica de Jewel Mische.

## Elenco
- Jessy Mendiola - Alyannah "Yanie" Alipio-Galang [1][3]
- Matteo Guidicelli - Brennan Galang [1][3]
- Denise Laurel - Cassandra Romano
- Jewel Mische - Meagan Villareal-Galang [1]
- Matt Evans - Justin Abar
- Evangeline Pascual - Edith Zarate
- Bodjie Pascua - Lito Alipio
- Angel Jacob - Emma Villareal
- Ina Feleo - Amanda Galang
- Arron Villaflor[2] - Sonny Alipio